# Иловайский, Дмитрий Иванович (историк)
Дми́трий Ива́нович Илова́йский (11 [23] февраля 1832, Раненбург, Рязанская губерния — 15 февраля 1920, Москва) — русский историк, публицист, автор пятитомной «Истории России», редактор и издатель газеты «Кремль». Известен как сторонник антинорманизма, критик норманской теории с позиций официальной идеологии Российской империи.
Один из основных (поздних) представителей славянской школы, направления российской историографии, представители которого стремились доказать глубокую древность и исконную высокую цивилизованность славян и русских.
Антинорманизм Иловайского, получивший монархическое оформление, стал официальным нарративом, которому обучались российские школьники по написанным Иловайским учебникам.
Одним из первых сформулировал идею, что революционным движением в России скрытно руководят поляки и евреи.

## Биография
Родился в семье мещанина, управляющего имением графини Пален. В 1845—1850 годах учился в казённом раненбургском уездном училище и Рязанской мужской гимназии. В 1850—1854 годах учился в историко-филологическом факультете Московского университета. Среди выпускников-кандидатов 1854 года по итогам четырёх лет обучения набрал 120 баллов, пропустив вперед себя Митрофана Щепкина, Генриха Вызинского (оставлен на кафедре всеобщей истории) и Нила Попова. После окончания учёбы Иловайский желал поступить на военную службу, от чего вынужден был отказаться из-за подозрения на туберкулёз. Как казённокоштный студент имел обязательство отработать не менее шести лет в учреждениях Министерства народного просвещения. Он вернулся в Рязанскую губернию, где преподавал в губернской гимназии.
В январе 1858 года Иловайский представил в совет Московского университета магистерскую диссертацию «История Рязанского княжества», и поскольку автор «показал прекрасный пример собратьям своим, учителям истории в гимназиях губернских городов», 3 июня 1858 года совет университета принял решение опубликовать эту работу за казённый счёт «в уважение особенных достоинств… и недостаточности средств автора». С 16 июня 1858 года благодаря графу А. С. Уварову Иловайский получил должность старшего учителя 3-й московской гимназии на Лубянке. В Москве сблизился с собиравшейся вокруг К. Н. Бестужева-Рюмина (все последующие годы их связывали дружеские отношения) группой молодых учёных. 16 июня 1858 года защитил диссертацию. На защите председательствовал и выступил официальным оппонентом С. М. Соловьёв, вторым оппонентом выступил С. В. Ешевский, с критикой выступали О. М. Бодянский и С. М. Шпилевский, присутствовали также А. С. Уваров и ректор А. А. Альфонский). За магистерскую диссертацию Иловайский был удостоен малой Уваровской премии Академии наук.
В 1860 году избран адъюнктом по кафедре всеобщей истории для преподавания на юридическом факультете, но уже вскоре, 6 мая 1861 года в Петербурге был подписан приказ об его командировке за границу для подготовки к профессорскому званию. Практически сразу по возвращении в Россию 10 марта 1862 года подал прошение об отставке, мотивировав своё решение невозможностью совмещать педагогическую деятельность с занятиями русской историей. Он занялся научной и публицистической деятельностью. В 1865 году по той же причине отказался занять кафедру русской истории в Киевском университете.
По учебникам истории Иловайского, выдержавшим более 150 изданий, учились несколько поколений российских гимназистов. Средства к существованию он добывал прежде всего их публикацией, по некоторым подсчётам они принесли автору более полумиллиона рублей дохода. Современные исследователи указывают, что в своё время он являлся «едва ли не самым состоятельным отечественным историком» и «материальную самостоятельность, отсутствие связи с академической средой необходимо принимать во внимание при анализе научной концепции учёного»; «политическое миросозерцание Д. И. Иловайского оставило глубокий след как на выборе тематики его исследований, так и на трактовке отдельных проблем и целых периодов российской истории». 12 декабря 1870 года Совет Московского университета утвердил Д. И. Иловайского в степени доктора русской истории.
После исследований происхождения Руси выступил решительным противником норманской теории.
В марте 1881 года после убийства Александра II он одним из первых сформулировал идею об «инородческом» характере революционного движения в России, утверждая, что русские революционеры являются лишь слепым орудием в руках поляков и евреев.
В 1881, 1889 и 1893 годах избирался гласным Московской городской Думы. В 1883 году произведён в действительные статские советники.
После выхода Манифеста 17 октября 1905 года и революционных событий 1905—1907 годов Иловайский перешёл от умеренно-консервативных взглядам к радикально-консервативным и вступил в ряд черносотенных монархических организаций, таких как Русское собрание, Союз русских людей, Союз русского народа. В 1897—1916 годах Иловайский издавал газету «Кремль» право-консервативного направления, состоящую преимущественно из его собственных публикаций.
После Октябрьской революции Иловайский несколько раз арестовывался ЧК.
Имел привлекательную внешность и внушительную осанку, вёл исключительно здоровый и воздержанный образ жизни, позволивший ему дожить до преклонных лет, сохранив работоспособность и ясность ума. Придерживался умеренно антисемитских взглядов.
Иловайский был первым русским учёным, жившим за счёт издания своих учебников. Впервые его учебное пособие вышло в 1860 году и за следующие 55 лет переиздавалось 44 раза. Всего в течение его жизни вышло 150 изданий его учебника, отстаивающего официальный антинорманизм как идеологию Российской империи. Учебный курс истории отличался значительным разрывом между школьной, гимназической историей Иловайского и вполне современными тогда университетскими курсами обычно в одобренном Николаем I духе Нибура и И. Г. Эверса, которому как ректору Дерптского университета подчинялся Профессорский институт.
Умер в Москве 15 февраля 1920 года. Похоронен на территории Скорбященского женского монастыря. В 1930-е годы кладбище было уничтожено, могила не сохранилась.

## Семья
Был дважды женат. 
Первая жена — Варвара Николаевна.  Жена и двое сыновей рано умерли.
- дочь, Варвара Дмитриевна (1858 — 1890) в 1880 году вышла замуж за И. В. Цветаева, основателя Музея изящных искусств при Московском императорском университете (ныне Государственный музей изобразительных искусств имени А. С. Пушкина), отца Марины Цветаевой. Цветаева посвятила Иловайскому и его семье мемуарный очерк «Дом у Старого Пимена»[11] — Иловайскому принадлежал дом по адресу: Пименовский переулок (ныне Старопименовский), д. 16 (Арбатская часть).
  - Внучка — Цветаева, Валерия Ивановна (1883 — 1966) — историк, педагог, российская и советская танцовщица, хореограф, педагог, мемуаристка. Единокровная сестра поэта  Марины Цветаевой. Похоронена в Тарусе, где последние годы проживала постоянно.
  - Цветаев, Андрей Владимирович (19 апреля 1890 — 6 апреля 1933) — окончил юридический факультет Московского университета; художник-декоратор, специалист по западноевропейской живописи и фарфору, знал не менее пяти языков. После кончины отца  в 1913 году Андрей унаследовал дом в Трёхпрудном переулке. Умер в 1933 году в возрасте 42 лет от туберкулёза, похоронен рядом с отцом на Ваганьковском кладбище.

Вторая жена  —  Александра Александровна Коврайская (1858 — 1929), была дочерью титулярного советника. Судьба ее была трагической. Из ее троих детей двое  — Надежда и Сергей — умерли в начале 1904 года в возрасте 22-х и 20-ти лет. После революции 1917 года Ольга уехала в эмиграцию, звала мать заграницу, но Александра Александровна отказалась, хотя чтобы прожить была вынуждена распродавать на рынке или выменивать на хлеб и сахар нажитое мужем имущество. в 1919 году дом начали «уплотнять» жильцами, а позже власти разместили здесь комсомольский клуб. В 1929 году Александра Александровну ограбили и убили в их доме — позже банду налетчиков поймали и судили. Во втором браке родились:
- сын Сергей (21.06.1881—28.01.1905) [7]и
- дочери Надежда (01.07.1882—03.03.1905) [7]
- и Ольга (07.06.1883—1958)[7][9].

## Исследовательская деятельность
Иловайский считал скифов «германо-славяно-литовской» ветвью индоевропейской или «арийской» семьи и утверждал, что преобладающим среди них было славянское население. Прародину скифов он помещал между Оксом и Яксартом (в современной Центральной Азии). Такая локализация их прародины имеет некоторую поддержку и среди части современных учёных (в отличие от идеи о славянстве скифов). Один из аргументов Иловайского в пользу отождествления скифов со славянами заключался в том, что скифы «любят паровые бани, как истые предки восточных славян». Вслед за славянофилом А. С. Хомяковым Иловайский писал, что «века Траяни» в «Слове о полку Игореве» относились не к эпохе императора Траяна, а к событиям Троянской войны. К славянам он относил и Ахиллеса. Гунны также рассматривались им как славяне.
Иловайский был виднейшим антинорманистом XIX века. Летописный рассказ о призвании варягов он считал полностью легендарным, и на основании этого отвергал достоверность всего, связанного с Рюриком. Являлся сторонником южного происхождения Руси:

Почти четыре первые века нашей истории Киев с его областью служил средоточием политической жизни Русского народа. Эта область собственно и называлась Русскою землёю; ибо населявшее её Полянское племя считалось Русью по преимуществу. Киевская или Полянская область занимала выгодное положение в торговом и политическом отношении. Она лежала в стране довольно плодородной, обильной текучими водами и множеством лесов. Многоводный Днепр представлял Русскому племени широкую дорогу на север и на юг; а судоходные притоки его, Припить и Десна, открывали удобные пути на восток и на запад как для торговых сношений, так и для военных потребностей.

Иловайский возводил народ русь к «славянам-роксоланам» и предполагал, что известной по источникам Руси предшествовали Приазовская (Азово-Черноморская) Русь и Русское каганство. Варягов он считал норманнами и отделял от них народ русь.
В своём основном труде Иловайский отвергал основания, на которых, по его мнению, держался норманизм:
- Известие русской летописи (рассказ о призвании варягов) он считал полностью легендарным. По его мнению, совершенно невозможно представить, чтобы славяне добровольно отдали себя в подданство другому народу. Если же произошло завоевание, то это должно было сопровождаться перемещением больших масс людей и множеством событий, которые должны были оставить след во множестве источников (в частности, иностранных), но этого не произошло. Кроме того малонаселённая и неразвитая тогда Скандинавия не могла бы предоставить необходимого количества сил для такого предприятия. Во всех последующих событиях Русь выступает как организованное и имеющее опыт государство, что невозможно, если представить, что завоевание произошло недавно.

- Путь из Варяг в Греки, описанный в той же летописи, и связанные с ним имена днепровских порогов, приведённые Константином Багрянородным

Старания норманистов объяснять русские названия исключительно скандинавскими языками сопровождаются всевозможными натяжками. Мы думаем, что с меньшими натяжками можно объяснять их языками славянскими, но и то собственно некоторые из них, потому что другие, вследствие утраты слова из народного употребления, или потери своего смысла, или по крайнему искажению, пока не поддаются объяснениям (Есупи, Айфар и Леанти).

- Имена князей и дружины, особенно по договорам Олега и Игоря

…остаются пока никем не опровергнутые мои доводы о том, что имена наших первых исторически известных князей, то есть Олега и Игоря, несомненно туземные. Это имена почти исключительно русские…
И наоборот, наиболее употребительные исторические имена скандинавских князей, каковы Гаральд, Эймунд, Олаф и т. п., совсем не встречаются у наших князей…
Что же касается до имён дружинников, приведённых в договорах Олега и Игоря, то это отрывки из Русской ономастики языческого периода; часть их встречается потом рядом с христианскими именами в XI, XII и даже XIII веках в разных сторонах России, и только несовершенство филологических приёмов может объяснять их исключительно скандинавским племенем.

- Известия византийских писателей о варягах и руси. Из анализа источников Иловайский вывел, что русь, по мнению византийцев, — туземный народ, а не пришлый. Имя же варягов возникает у них значительно позже времён «призвания».

- Финское название шведов «руотсы» и название шведской Упландии Рослагеном

…надобно прежде объяснить самое слово Руотси. Это слово нисколько не указывает на тождество шведов с нашею Русью. Филологически никем не доказано, чтобы слова Руотси и Рось были тождество, а не созвучие. Что касается до предполагаемой связи шведской провинции Рослагена или Родслагена и общества Rodhsin (гребцов) с нашею Русью, от неё добросовестно отказались уже сами представители норманистов (после монографии г. Гедеонова).

- Известие Бертинских анналов о трёх русских послах и известие Лиутпранда о русах-норманнах

…известие Бертинских летописей, служившее сильною опорой норманистам, по нашему мнению, обращается в одно из многих доказательств против их теории. Что можно извлечь из них положительного, так это существование русского княжества в России в первой половине IX века, то есть до так называемого призвания варягов. А русское посольство к императору Феофилу указывает на ранние сношения Руси с Византией и, следовательно, подтверждает упомянутые нами намеки на эти сношения в беседах Фотия…
Во-первых, если б они были шведы, то почему стали бы называть себя руссами, а не шведами. Во-вторых, самый текст летописей не говорит ясно и положительно о шведском происхождении.

- Известия арабских авторов

Итак, перебирая все известия арабов, окажется, что в них нет ни одной черты, которую можно бы отнести по преимуществу к скандинавам. Но вот что можно вывести из них как положительный факт: уже во второй половине IX и в первой X века арабы знали русь как многочисленный, сильный народ, имевший соседями булгар, хазар и печенегов, торговавший на Волге и в Византии. Нигде нет и малейшего намека на то, чтобы русь они считали не туземным, а пришлым народом.

- Скандинавские саги.

Замечательно, что скандинавские саги, столь много рассказывающие о народах норманнов, совершенно молчат об их плавании по Днепру и его порогам…
В русских летописях и в скандинавских сагах нашлось несколько сходных преданий. Например, о смерти Олега от своего коня, о взятии Коростеня Ольгой при помощи воробьёв и голубей, и пр. И вот ещё доказательство скандинавского происхождения! Интересно при этом незамеченное норманистами обстоятельство, что русские саги по-видимому древнее исландских!…
Сходные мифические мотивы можно встречать и постоянно встречаются не только у родственных народов, но также у народов весьма отдалённых друг от друга. Между тем у нас есть целые учёные трактаты, толкующие о заимствовании русскими песен, сказок и пр. то с востока, то с запада. Остаётся только предположить, что и весь русский народ откуда-нибудь заимствован!

- Позднейшие связи русских князей со скандинавами

Одним словом, мы видим иногда довольно деятельные сношения. Но что же из этого? Следует ли отсюда, будто руссы пришли из Скандинавии? Нисколько. Подобные связи и сношения мы находим и с другими народами, как то: с греками, поляками, немцами, половцами и т. д.

## Оценки и влияние
Иловайский подвергался существенной критике уже в современной ему историографии. Известие летописей о призвании варягов одни историки считают легендарным, другие — в некоторой мере отражающим исторические события.
Остальные аргументы Иловайского против скандинавского происхождения народа русь отвергаются многими современными учёными. Проникновение скандинавов на территорию будущей Руси, как правило, не рассматривается как завоевание. По археологическим материалам скандинавы прокладывают торговый маршрут до Ладоги. Возникновение на протяжении IX века на территории до Волги торгово-ремесленных поселений и военных стоянок, где повсеместно фиксируется скандинавский этнический компонент, свидетельствует о продлении торгового маршрута и его выходе к Булгарии. Аргумент, что славяне не могли добровольно отдать себя в подданство другому народу, по мнению учёных, опровергается распространенной практикой заключения соглашений между предводителями отрядов скандинавов и местными правителями нескандинавских стран.
Лингвистическая наука со времени Иловайского прошла значительный путь развития. Названия днепровских порогов и имена первых русских князей и «послов от рода русского» в договорах с греками профессиональные лингвисты чаще всего объясняют из древнескандинавского языка (или близкого к древнескандинавскому диалекта).
Утверждение, что русы (росы), по мнению арабов и византийцев, — «туземный народ», не подтверждается самими арабскими и византийскими источниками, которые не содержат подобных указаний и фиксируют местообитание русов на период знакомства с ними арабов и византийцев. Имя варягов (ср.-греч. βάραγγοι) действительно фиксируется у византийцев позже времени призвания варягов — впервые в 1034 году, однако они были известны и раньше под именем фарганы (ср.-греч. φαργανοι).
Скандинавская этимология названия русь разделяется многими лингвистами, в том числе вариант от др.-сканд. rōþr «гребец» и «поход на гребных судах» и вариант от Roden или Roslagen, (затем через фин. ruotsi в др.-рус. рѹсь).
Известие Бертинских анналов под 839 годом о хакане народа рос имеет большое число вариантов объяснения, в том числе заимствование титула каган скандинавскими предводителями. Кроме того в самом источнике сообщается, что росы оказались из скандинавского народа свеонов (давших название шведам). Иловайский писал, что в арабских известиях о русах «нет ни одной черты, которую можно бы отнести по преимуществу к скандинавам», однако детальное описание арабским путешественником Ибн Фадланом обряда захоронения знатного руса соответствует скандинавским захоронениям под Старой Ладогой и более поздним в Гнёздове. Описанный Ибн Фадланом способ захоронения, предположительно, возник в среде выходцев из Швеции на Аландских островах и позднее с началом эпохи викингов распространился в Швеции, Норвегии, на побережье Финляндии и на территории будущей Руси. Вопреки Иловайскому скандинавские саги сообщают о поездках на Русь (в Гардарики, первоначальное скандинавское название Garðar).
По научным данным роксоланы были ираноязычным племенем, о чём было известно уже специалистам, современникам Иловайского.
В последние десятилетия XIX и в начале XX века антинорманизм, получивший монархическое оформление, стал официальным нарративом, и школьники обучались истории по учебникам Д. И. Иловайского. Демократическая общественность оставалась на стороне антинорманизма лишь недолгое время, и оппозиционные сатирики стали высмеивать теперь уже «верноподданных антинорманистов».
Иловайский и его взгляды, изложенные в его трудах и учебниках истории, стали объектом сатиры со стороны Аркадия Аверченко и издаваемого им журнала «Сатирикон». В 1910 году вышла в печать «Всеобщая история, обработанная „Сатириконом“», в основе которой лежит пародия на учебники Иловайского для среднего образования.
Среди книг, на которых сохранились пометы Сталина, есть «Средняя история. Курс старшего возраста. Составил Д. Иловайский. Издание пятое, с сокращениями. М., 1874». Книга содержит многочисленные пометы вождя. На последней странице Сталин крупно, витиеватым почерком написал: «Много неверного в этой истории Х.Х.Х.! Дурак Иловайский!…».
Начиная с рубежа 1930—1940-х годов советскими авторами продвигалась идея исключительно автохтонного развития раннеславянского единства, корни которого возводились к энеолиту или бронзовому веку. Большое внимание в этих построениях уделялось югу России, в связи с чем возродилась идея Иловайского об Азово-Причерноморской Руси. Ряд авторов считал, что славяне сформировались на этой территории автохтонно на базе предшествовавших скифо-сарматских культур. В рамках развивавшегося в 1940-х годы государственного шовинизма советская наука временно возродила ряд концепций славянской школы. Однако после смерти Сталина большая часть специалистов утратила интерес к этим идеям, включая многих бывших сторонников.
Южная версия происхождения народа русь Иловайского получила развитие у ряда советских и постсоветских историков (без ссылки на не вполне авторитетного для советской историографии Иловайского), к числу которых принадлежат Б. А. Рыбаков, В. В. Седов, О. Н. Трубачёв и др.
Концепция Гедеонова и Иловайского была возрождена в 1970-е годы историком А. Г. Кузьминым и его последователями. В постсоветский период возникла тенденция реанимации традиционного антинорманизма, которая включает как тиражирование без научного комментария трудов Иловайского и Гедеонова, так и написание работ, основанных на их идеях.
Историк В. А. Шнирельман в связи со взглядами Иловайского отмечает, что отождествление скифов со славянами во второй половине XIX века имело политическое значение, поскольку шла колонизация Центральной Азии, и скифская генеалогия оправдывала её «возвращением на земли предков».
Историк Олег Будницкий характеризует Иловайского как убеждённого юдофоба.